# Darmstadt
Darmstadt este un oraș universitar și d.p.d.v. administrativ, district urban, adică oraș-district (în germană kreisfreie Stadt) din landul Hessa, Germania. Este capitala regiunii administrative de tip Regierungsbezirk cu numele Darmstadt.
Orașul se află în sudul Regiunii Rin-Main și are o populație de aproximativ 150.000 de locuitori în timp ce zona urbană numără 431.000 de locuitori. Este al patrulea cel mai mare oraș al landului Hessa, după Frankfurt am Main, Wiesbaden și Kassel. 
În apropiere se află la aproximativ 30 km spre nord orașele Frankfurt am Main și Offenbach am Main, Wiesbaden și Mainz la aprox. 40 km nord-vest, iar în sud Mannheim la 45 km și Heidelberg la 55 km.
Importanța orașului ca „Oraș al Științei” (Wissenschaftsstadt în germană), titlu acordat în anul 1997 de către Ministerul de Interne al landului Hessa, se datorează existenței în oraș a Universității Tehnice, fondată în anul 1877, și celor două universități de științe aplicate (Hochschule Darmstadt, Evangelische Hochschule Darmstadt) la care studiază circa 41.000 de studenți. La acestea se adaugă peste 30 de instituții de cercetare și institute, printre care se numără Centrul de cercetare pentru ioni grei (GSI Helmholtzzentrum für Schwerionenforschung), Centrul european pentru operațiuni spațiale (ESOC) al Agenției Spațiale Europene (ESA), Organizația Europeană pentru Exploatarea Sateliților Meteorologici (EUMETSAT) și trei institute ale Fraunhofer-Gesellschaft. La acestea se adaugă firme și instituții cu renume care lucrează în domeniul cercetării și dezvoltării aplicate
Renumele orașului Darmstadt ca centru al Jugendstilului se datorează coloniei de artiști (Künstlerkolonie) fondată în anul 1899 de către Marele Duce Ernest Louis pe colina Mathildenhöhe.

## Geografie

### Poziție geografică

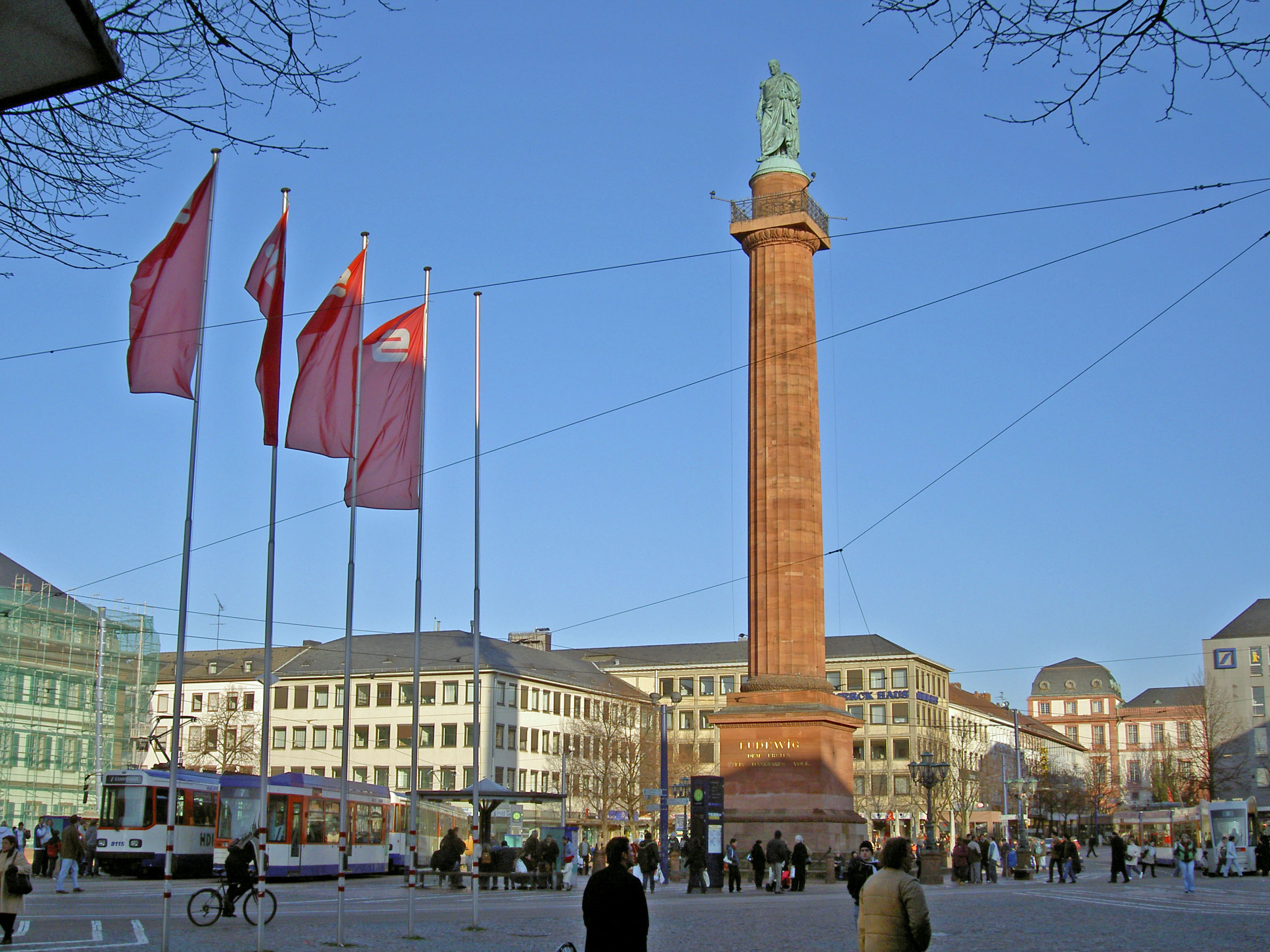
Piața Luisenplatz cu monumentul Ludwigsmonument

În Darmstadt, se întâlnesc patru zone naturale: vestul orașului este situat în câmpia Rinului de Sus (Oberrheinische Tiefebene). Aceasta este urmată în partea de sud a orașului, la est, pe tivul îngust al drumului Bergstraße, care începe de aici. Partea de sud-est a orașului se întinde de la Mathildenhöhe, cea mai înaltă altitudine, până la Vorderer Odenwald. Cel mai nordic punct din Odenwald se află pe B 26 lângă Institutul de Botanică și Zoologie. Nord-estul orașului Darmstadt, pe de altă parte, face parte din zona naturală Messeler Hügelland. Orașul este traversat, printre altele, de Darmbach și în cartierul sudic Eberstadt de către Modau, afluentul Rinului.

### Comune învecinate

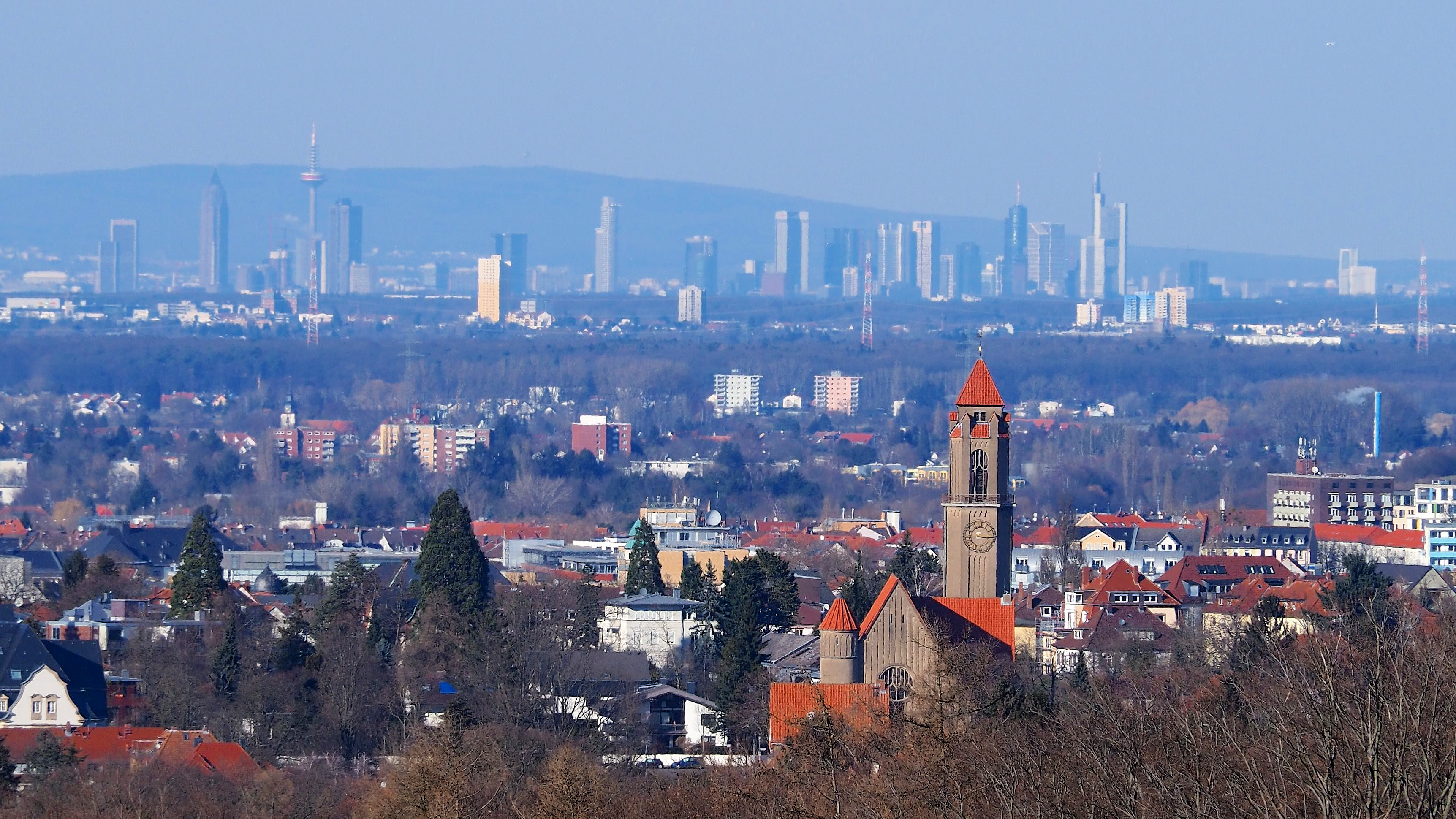
Darmstadt în zona Rhein-Main: vedere din biserica Pauluskirche cu Skyline din Frankfurt

Darmstadt se învecinează cu districtul administrativ Offenbach în nord și cu districtul Darmstadt-Dieburg în est, sud și vest. Se învecinează (dinspre nord în sensul ceasului) către comuna Egelsbach, orașele Langen și Dreieich (toate cele trei în districtul Offenbach), comunele Messel, Gross-Zimmern și Roßdorf, orașul Ober-Ramstadt, comunele Mühltal și Seeheim-Jugenheim, orașele Pfungstadt, Griesheim și Weiterstadt, precum și comuna Erzhausen (tot din districtul Darmstadt-Dieburg).

## Istoric

### Numele „Darmstadt“

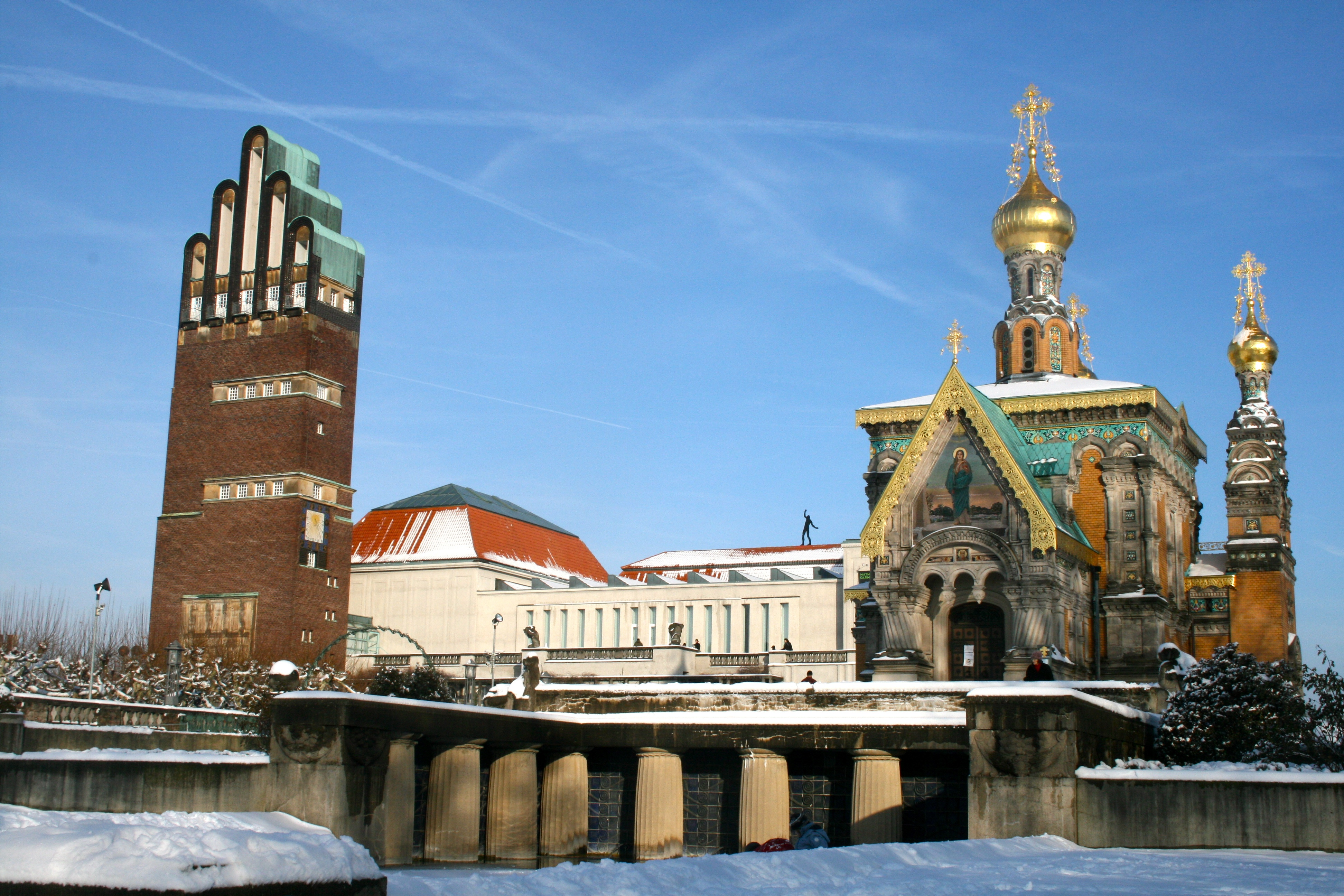
Mathildenhöhe: Turnul Căsătoriilor și Biserica Rusească

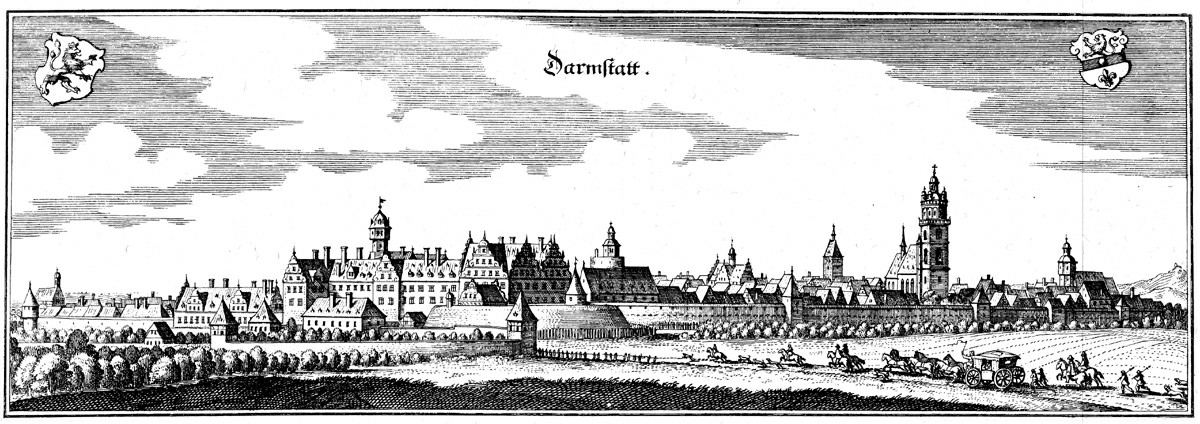
Darmstadt – Extras din Topographia Hassiae de Matthäus Merian 1655

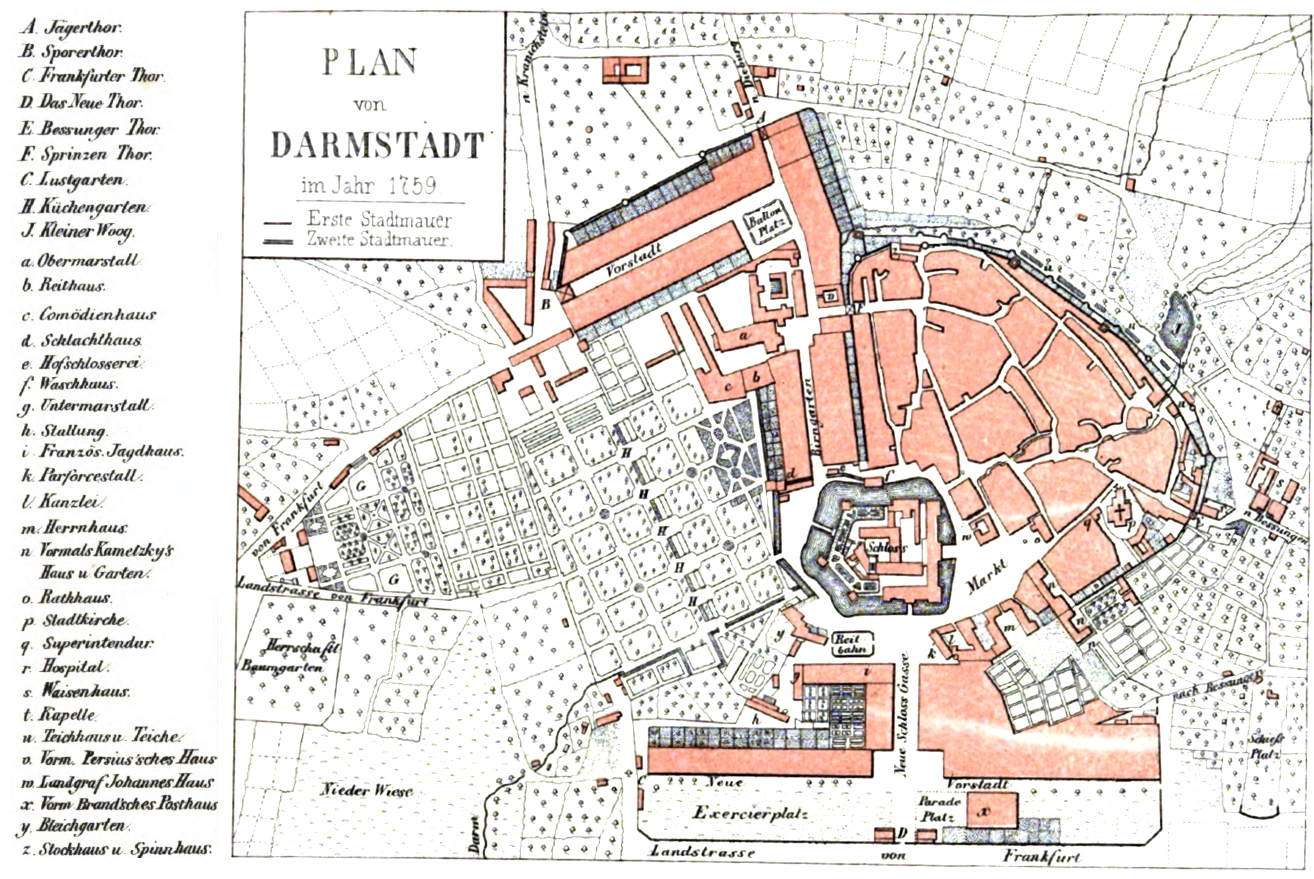
Cea mai veche hartă a orașului Darmstadt din aproximativ 1759 de (Kaspar Ludwig) Bettenhäuser. (Notă: de sus din partea de est.)

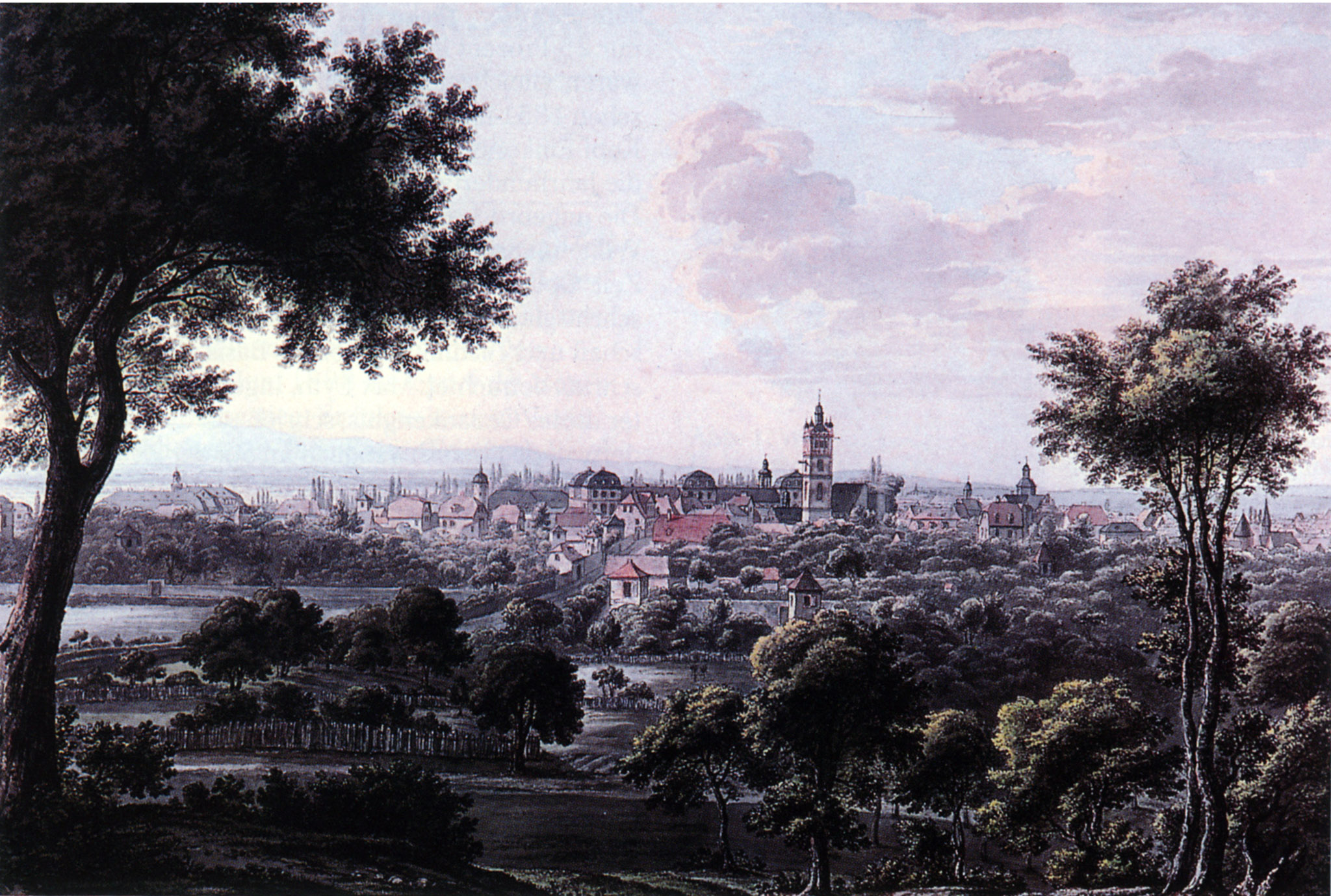
Darmstadt în anul 1816, o acuarelă de Johann Heinrich Schilbach

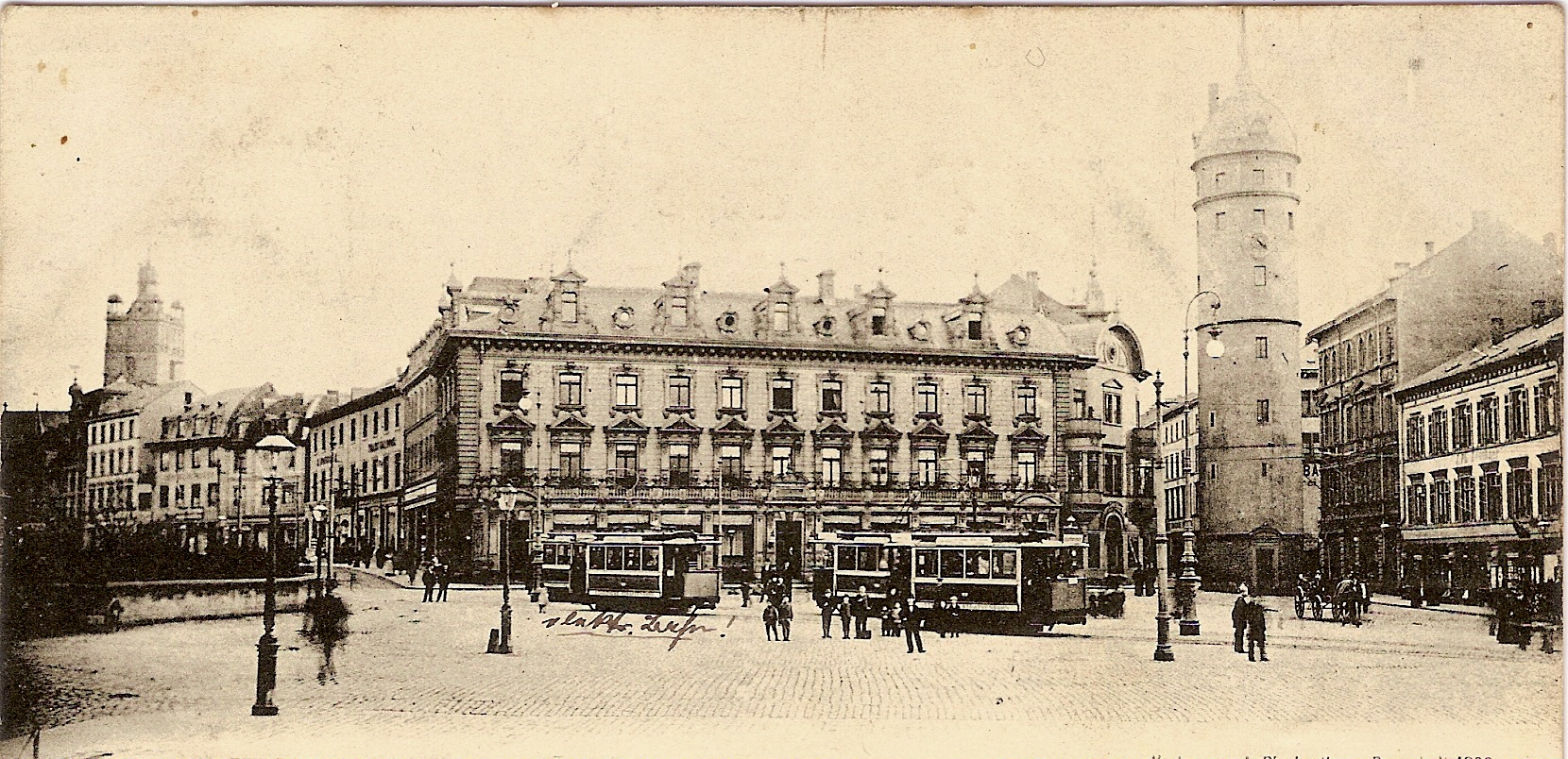
Piața Ernst-Ludwigs cu „Weißem Turm” după o carte poștală din jurul anului 1899

Originea numelui Darmstadt este neclară. Cea mai veche mențiune a așezării rămasă sub numele de Darmundestat datează din secolul al XI-lea, la câteva secole după întemeierea așezării. Explicațiile pentru originea numelui sunt foarte diferite:
- Presa locală preferă explicația că Darmstadt a fost așezarea fortificată a unui vânător al regelui, numit Darimund.
- O alta interpretare ar fi, că numele este derivare a termenului darre pentru poarta sau obstacol si mund pentru protectie, astfel Darmundestat ar fi, prin urmare, o asezare într-o zonă fortificată.
- O altă variantă percepe cuvântul celtic cuvânt dar pentru stejar sau copac și mont pentru munte.
- De asemenea, se încearcă, să se identifice Darmbach ca origine a numelui. În urma acestei teorii, Darmstadt ar fi fie locul de la Wildbach (Dam-unda-stat), fie locul de la Moorbach (Darm-unda-stat). Împotriva acestei teze, însă, vorbește că Darmbach, după ultimele descoperiri, a fost numit mai târziu.

### Variante de nume de-a lungul istoriei
Din punct de vedere istoric, mențiunile locului sunt (în paranteze, anul referinței):
- Darmundestat (a doua jumătate a secolului al XI-lea)
- Darmistat (1234)
- Darmstat
- Darmestat (1315)
- Darmstad (1377)
- Darmbstadt (1451)
- Darmstatt (1477)
- Darmstait (1479)
- Darmstadt (1488)
- Darmbstadt (1555)
- Darmstatt (1586)
- Darmbstatt (1600)

### Încorporări
Bessungen a fost anexată la 1 aprilie 1888. La 1 aprilie 1937, se adăugă Arheilgen și Eberstadt și aproximativ 25% din Griesheim, inclusiv zona Truppenübungsplatz cu aeroportul August-Euler, așezarea Tann și Sankt Stephan de astăzi.  Wixhausen a urmat la 1 ianuarie 1977.

### Modificare
La 1 ianuarie 1977, așezarea Sankt Stephans a fost returnată cu aproximativ 2.000 de locuitori în orașul vecin Griesheim.

### Sat dispărut
Klappach a fost din secolul al 13-lea până în secolul al XV-lea un cătun, situat la sud de satul Bessungen, lângă Darmstadt.

### Dezvoltarea populației
La 1 aprilie 1937, populația orașului a depășit limita de 100 000 datorită încorporării lui Arheilgen și Eberstadt. În timpul celui de-al doilea război mondial, orașul a pierdut între 1939 (115.000 de locuitori) și 1945 (70.000 de locuitori) circa 40% (45.000) locuitori. În 1953, populația a atins din nou nivelul de dinainte de război. Populația din Darmstadt a atins cel mai înalt nivel la 31 decembrie 2016, cu 159 982 de locuitori înregistrați.
Următoarea prezentare generală arată numărul de locuitori în funcție de nivelul zonal respectiv. Până în anul 1833, este vorba mai mult de estimări, apoi de rezultatele recensământului (depuse în culori) sau de actualizările oficiale ale birourilor statistice respective sau ale administrației orașului în sine. Datele se referă la "rezidenții locali" din anul 1843, din 1925 la populația rezidentă și din 1987 la populație la locul locuinței principale ". Înainte de 1843, populația a fost stabilită neuniform.
| An               | Locuitor |
| ---------------- | -------- |
| 1570             | 1.220    |
| 1600             | 1.515    |
| 1619             | 2.400    |
| 1634             | 2.000    |
| 1636             | 1.100    |
| 1648             | 1.000    |
| 1676             | 1.790    |
| 1700             | 1.895    |
| 1772             | 9.800    |
| 1804             | 11.219   |
| 1816             | 15.391   |
| 1830             | 23.242   |
| 3 decembrie 1846 | 26.300   |
| 3 dec. 1861      | 28.526   |
| 3 dec. 1864      | 29.225   |

| An           | Locuitor |
| ------------ | -------- |
| 1 dec. 1871  | 33.800   |
| 1 dec. 1875  | 37.273   |
| 1 dec. 1880  | 41.199   |
| 1 dec. 1885  | 43.146   |
| 1 dec. 1890  | 55.883   |
| 2 dec. 1895  | 63.168   |
| 1 dec. 1900  | 72.381   |
| 1 dec. 1905  | 83.123   |
| 1 dec. 1910  | 87.089   |
| 1 dec. 1916  | 71.410   |
| 8 oct. 1919  | 82.367   |
| 16 iun. 1925 | 89.465   |
| 16 iun. 1933 | 93.222   |
| 17 mai 1939  | 115.196  |
| 31 dec. 1945 | 69.539   |

| An           | Locuitori |
| ------------ | --------- |
| 13 Sep. 1950 | 94.788    |
| 25 Sep. 1956 | 123.306   |
| 6 iunie 1961 | 136.412   |
| 31 dec. 1965 | 140.066   |
| 27 mai 1970  | 141.224   |
| 31 dec. 1975 | 137.018   |
| 31 dec. 1980 | 138.201   |
| 31 dec. 1985 | 134.181   |
| 25 mai 1987  | 134.272   |
| 31 dec. 1990 | 138.920   |
| 31 dec. 1995 | 138.980   |
| 31 dec. 2000 | 138.242   |
| 31 dec. 2005 | 139.103   |
| 31 dec. 2007 | 142.191   |
| 31 dec. 2008 | 142.310   |

| An           | Locuitori |
| ------------ | --------- |
| 31 dec. 2009 | 143.332   |
| 31 dec. 2010 | 144.402   |
| 31 dec. 2011 | 145.845   |
| 31 dec. 2012 | 150.155   |
| 31 dec. 2013 | 149.743   |
| 31 dec. 2014 | 151.879   |
| 31 dec. 2015 | 155.353   |
| 31 dec. 2016 | 157.437   |
| 31 dec. 2017 | 158.254   |

## Personalități marcante
- Justus Freiherr von Liebig (1803-1873), chimist
- Friedrich August Kekulé von Stradonitz (1829-1896), chimist
- Friedrich Gundolf (1880-1931) istoric literar
- Kasimir Edschmid (1890-1966), scriitor
- Mirjam Pressler (1940-2019), scriitoare si traducătoare
- Barbara Hund (n. 1959), maestră la șah
- Jan Koneffke (n. 1960), scriitor